# Disney Channel Russia
Канал Disney (раніше Disney Channel Russia) — колишній спеціалізований російський дитячий телеканал, який був локальною версією американського телеканалу Disney Channel.

## Історія

### Покази продукції Disney в Росії
До створення окремого телеканалу в Росії прем'єри мультсеріалів, серіалів і фільмів виробництва Disney виходили в рамках телевізійних блоків на першій телевізійній кнопці (Перша програма ЦТ, 1-й канал Останкіно, ОРТ/Перший канал) — «Волт Дісней представляє» (1991—1992), «Дісней-клуб» (1998—2014), «Класика Волта Діснея. Золоті роки Міккі Мауса» (2004—2005) та «Чарівний світ Disney» (2007—2013), а також на РТР (1992—1998), СТС (1997—2015), REN-TV (2003—2006) та ТВ-3 (2005—2008). Через деякий час після запуску каналу Disney дані блоки були закриті через відсутність необхідності в їх трансляції.
Незважаючи на наявність власного телеканалу, всеросійські телепрем'єри кінопрокатних мультфільмів і фільмів Disney, як і раніше, виходили на великих федеральних каналах. Так, у 2013—2015 роках право на прем'єрні покази ще залишалося за Першим каналом (до січня 2017 року фільми йшли в повторах), згодом основним партнером Disney у цьому плані став канал СТС. З вересня 2016 року окремі фільми-бойовики та фільми жахів, що належать Disney, виходили на «РЕН ТВ».

### 2010—2011: Початок мовлення телеканалу
Перша інформація про запуск каналу Disney в Росії з'явилася у січні 2007 року. Планувалося його запустити восени цього року, але запуск не відбувся. Друга спроба запуску намічалася на початок 2009 року, але через місяць ФАС відхилила клопотання компанії Walt Disney про придбання 49 % спільного із російською медіагрупою Media One підприємства, створеного для запуску телеканалу Disney у РФ.
31 березня 2010 року російський офіс компанії Disney офіційно повідомив про отримання ліцензії Роскомнагляду на здійснення телевізійного кабельного мовлення каналу Disney у Росії.
Телеканал замінив собою Jetix і почав мовлення в Росії 10 серпня 2010 року о 18:00 за московським часом показом анімаційного фільму «У пошуках Немо». Технічну підтримку телеканалу здійснював дистриб'ютор Telco Media, також була доступна англійська звукова доріжка.
Спочатку сітка мовлення каналу копіювала східноєвропейську версію Disney Channel. Крім оригінальної продукції Disney та кількох серіалів, що залишилися від Jetix («Кід vs. Кет», «Jimmy Cool», «H2O: Просто додай води» та інших), на каналі також виходили програми вітчизняного виробництва (ТОВ «Уолт Дісней Компані СНД»), які тривали 3-4 хвилини і являли собою новини про свіжі проєкти Disney, які переважно виходили в кінопрокат: «Disney 365», «Кіномандрівники», «На зв'язку!», «Маленьке супер-шоу», «Маленькі супер-новини». У 2010—2012 роках на телеканалі транслювався російський міні-серіал, створений за підтримки Disney, який також стартував на Jetix — «Приколи на перерві». До червня 2014 року практикувалися марафони серій та фільмів на певну тематику у вихідні чи святкові дні, у тому числі і на недержавні свята — День святого Валентина та Хелловін.
Канал використав застаріле «стрічкове оформлення» для анонсів передач, що зникло з екранів телевізорів США та країн Європи, починаючи з 2010—2011 років. Хоча у деяких анонсах використовувалося нове оформлення.
На каналі з перших днів мовлення і до 2020 року виходив блок «Узнавайка» для дітей дошкільного віку. Він був російською версією «Playhouse Disney», причому для логотипу слова «Узнавайка» було підібрано той самий шрифт і навіть кольори літер, що й у логотипу — слова «Playhouse» в оригінальному варіанті (пізніше — для Disney Junior).

### 2011—2016: Мовлення на частотах «Семёрки», експерименти з передачами
27 жовтня 2011 року за підсумками зустрічі голови Уряду Російської Федерації Володимира Путіна з керівництвом The Walt Disney Company та медіагрупи ЮТВ, Disney купила 49 % акцій каналу «Семёрка» з метою запуску однойменного загальнодоступного федерального телеканалу. Ефірна версія каналу Disney почала мовлення на частотах «Семёрки» та кабельної версії о 12:00 з показу мультфільму «Міккі: І знову під Різдво». У логотипі з вухами Міккі Мауса слово «Channel» було замінено на «Канал».
Протягом 2012 року на каналі транслювалися телесеріали виробництва ABC — «Незвичайна сімейка», «Мелісса та Джоуї», «8 простих правил для друга моєї дочки-підлітка», «Їх переплутали в пологовому будинку» та інші.
З середини 2013 року сітка телеканалу зазнала низки змін. В ефірі було виділено таймслоти для показу мультфільмів виробництва кіностудії «Союзмультфільм» (одночас — і радянських фільмів-казок) та російських мультсеріалів та мультфільмів (приклади — «Новатори», «Джингліки»). Повнометражні мультфільми (у 2013—2018 роках — у тому числі від 20th Century Fox/Blue Sky Studios і Universal, у 2013—2015 і 2019 роках — від Studio Ghibli, у 2015—2016 роках — від DreamWorks тайм у блоці під спеціальною заставкою, що відкриває: у 2012—2014 роках — «Золота колекція Disney», з 2014 року — «Велика анімація» (раніше — «Велика анімаційна історія»).
Також в ефірі з того ж часу з'явилися дитячі передачі від незалежних російських виробників: відновлена після 13-річної перерви телегра «Устами немовляти» (2013—2014), що раніше виходило на СТС шоу «Це моя дитина!» (2013—2016), «Мама на 5+» (2013—2016), «Правила стилю» (2013—2019), «Це моя кімната!» (2015—2017), «Великі сімейні ігри» (2015—2016) та «Кращі друзі» (2018). Наприкінці всіх перелічених передач, крім «Правил стилю», вказувалося друга юридична особа каналу з 31 грудня 2011 року — ТОВ «7ТВ».
Час для ігрового кіно та серіалів на каналі з початку 2014 року став суттєво зменшуватися, і зрештою вони почали виходити лише вночі. Причинами цього, на думку керівництва «Уолт Дісней Компані СНД», є їхня загальна тематика, яку може не зрозуміти аудиторія каналу, низькі рейтинги та погіршення економічної ситуації в Росії. З березня 2019 до січня 2020 року ігрові серіали повністю були відсутні у сітці каналу, у зв'язку з чим майже весь ефір тепер був зайнятий мультсеріалами каналів Disney Junior та Disney XD (заставки каналів вирізаються з початку та фінальних титрів серіалів, але залишаються у цифрових копіях в інтернеті).
1 серпня 2014 року, в рамках всесвітнього ребрендингу Disney Channel, канал Disney оновив логотип та оформлення анонсів передач, подібно до зарубіжних версій. Покази «Великої анімації» стали проходити щодня, а блок «Узнавайка» було збільшено до 7 години. Міжпрограмні проєкти «Уолт Дісней Компані СНД» було закрито та замінено на аналогічну програму «Все цікаве».

### 2016—2022: Реорганізація
З січня 2016 року, після набрання чинності поправками до закону про ЗМІ, згідно з якими участь іноземного капіталу у вітчизняних ЗМІ обмежена 20 %, «ЮТВ Холдинг» став власником 80 % телеканалу, а The Walt Disney Company залишилися 20 %.
Восени 2018 року канал Disney знову змінив оформлення та анімацію логотипу. На цей раз було використано власне оформлення, яке використовується лише на російському каналі. Логотип каналу залишився тим самим, хоч і став трохи світлішим. Також логотип переїхав із лівого нижнього у правий нижній кут екрану.
Наприкінці січня 2020 року ігрові серіали повернулися до нічного ефіру, а програму «Правила стилю» прибрали з ефіру. Починаючи з 29 червня того ж року, ігрові серіали вперше за 6 років стали виходити і в денному ефірі з понеділка по четвер, проте їх розклад показу періодично змінювався. З 23 серпня 2021 року серіали знову прибрані повністю з ефіру.
З 1 травня 2020 року блок «Узнавайка» був переформатований на «Добрий ранок з Міккі», а його час було скорочено до таймслоту з 09:00 до 11:00 (з 1 січня по 8 лютого 2021 року час мовлення блоку тимчасово збільшили до таймслоту з 08:00 до 11:00.
З 19 липня 2021 року телеканал перейшов у широкоекранний формат 16:9.
11 березня 2022 року компанія «Disney» оголосила про зупинення роботи на території Росії у зв'язку із вторгненням Росії в Україну. Влітку 2022 року Disney остаточно припинила дубляж своїх фільмів, мультфільмів та серіалів російською мовою. 30 вересня цього ж року припинив діяльність веб-сайт телеканалу — kanal.disney.ru, також були видалені сторінки телеканалу у всіх соцмережах, а 3 жовтня 2022 року компанія «Disney» остаточно пішла з російського ринку, тепер російським користувачам доступні лише архівні трансляції каналу Disney. 3 грудня стало відомо, що телеканал Disney припинить мовлення у Росії, а замість каналу Disney запустять мовлення нового телеканалу «Солнце».
14 грудня 2022 року телеканал припинив своє мовлення через проблеми з ліцензуванням контенту. На його місці було запущено мовлення нового телеканалу «Солнце».